# Религиозные взгляды на мастурбацию
В этой статье рассказано о точках зрения различных мировых религий на мастурбацию.

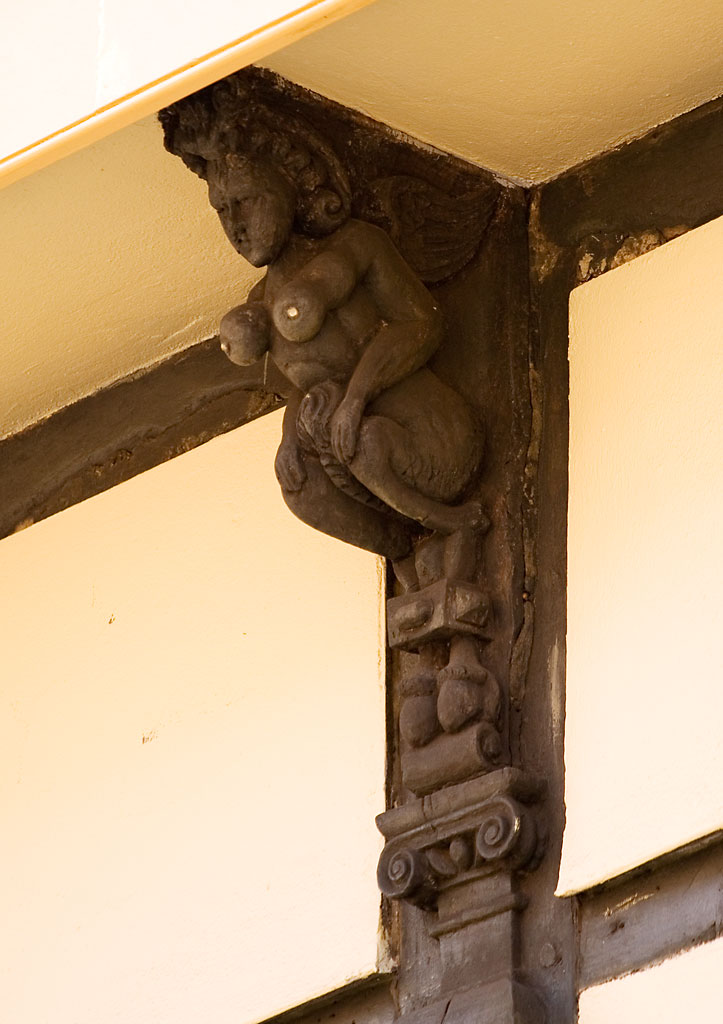
Сукку́б или Сукку́бус от succuba «любовница»; succub(āre) «лежать под» (sub- «под, ниже» и cubāre «лежать, покоиться») — демоница, посещающая ночью молодых мужчин и вызывающая у них сладострастные сны

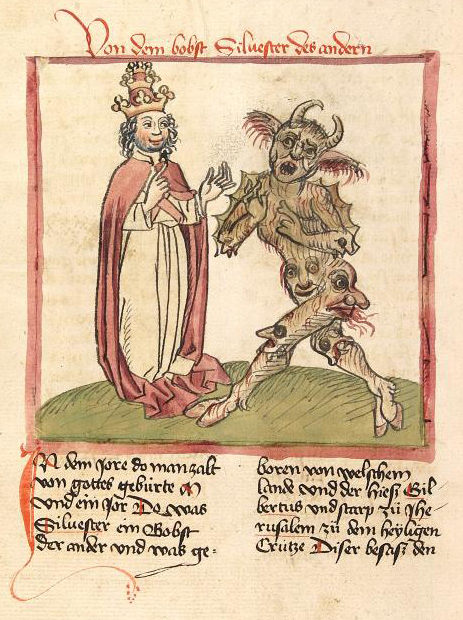
Папа Римский Сильвестр II и Сукку́б

## Христианство

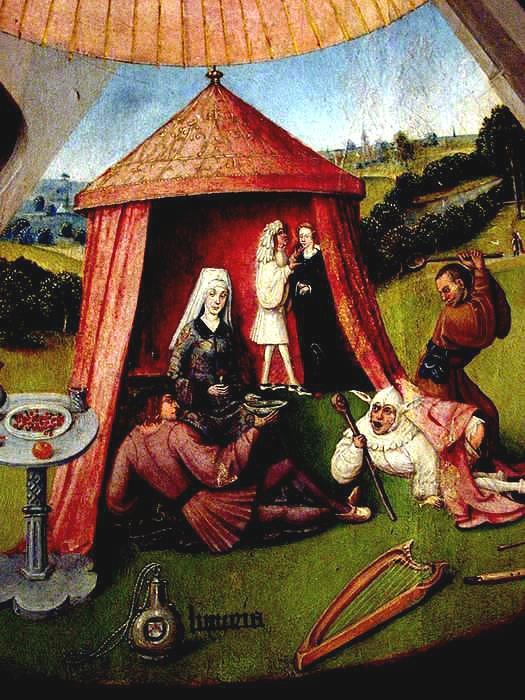
Прелюбодеяние — один из «Семи смертных грехов». «Не прелюбодействуй». Картина Иеронима Босха

В христианстве всегда было общепринятым мнение, что мастурбация является грехом. Основано это мнение на библейском сюжете, рассказывающем об Онане, который был наказан Богом смертью за то, что «изливал семя своё на землю» (Быт. 38:9). Однако в богословской среде нет единого мнения, за что же собственно был наказан Онан. В древнем христианстве считалось, что Онан наказан за прерванный половой акт со своей супругой Фамарью. Так древний церковный автор Епифаний Кипрский (315—403) выступил против практики прерывания полового акта, приводя в пример случай с Онаном. Таких же взглядов придерживались и другие древние христианские богословы такие как Иероним (342—420), Августин (354—430) и Кирилл Александрий (376—444). В более позднее время грех Онана начали связывать непосредственно с мастурбацией. Такая мысль впервые прозвучала в 1716 году в анонимной брошюре Onania, распространявшейся в Лондоне и повествовавшей о вреде мастурбации. С этих пор появляется термин «онанизм». Некоторые современные богословы, считают, что Онан наказан за нарушение обязанностей левиратного брака.

Другим аргументом христианской церкви в пользу того, что мастурбация греховна, является приравнивание самоудовлетворения к блуду или прелюбодеянию — грехам, о которых писал апостол Павел в 1-м послании Коринфянам (1Кор. 6:9): 
Или не знаете, что неправедные Царства Божия не наследуют? Не обманывайтесь: ни блудники, ни идолослужители, ни прелюбодеи, ни малакии, ни мужеложники, ни воры, ни лихоимцы, ни пьяницы, ни злоречивые, ни хищники — Царства Божия не наследуют.
Однако слово «малакия» не имеет точного значения и могло подразумевать также и пассивного гомосексуалиста.
Также аргументами в пользу того, что мастурбация греховна, могут являться следующие цитаты из Библии:
- «Вы слышали, что сказано древним: не прелюбодействуй. А Я говорю вам, что всякий, кто смотрит на женщину с вожделением, уже прелюбодействовал с нею в сердце своем» (Мф. 5:27)
- «Если у кого случится излияние семени, то он должен омыть водою все тело своё, и нечист будет до вечера; и всякая одежда и всякая кожа, на которую попадет семя, должна быть вымыта водою, и нечиста будет до вечера…» (Лев. 15:16)

### Католичество
В католической традиции мастурбация однозначно называется грехом против своего тела, которое является «храмом Духа Святого» (ср. 1 Кор 6,19). В первом католическом путеводителе по сексу, изданного под патронажем Папы Римского в 2005 году, разрешается женская мастурбация («Мастурбация допустима, если женщина во время любовного акта не может испытывать наслаждение»).

### Православие
В Православной церкви мастурбация называется «рукоблудие» и причисляется к грехам «против самого себя» наравне с физической близостью лиц одного пола. Общим названием для них является блуд противоестественный.
О греховности рукоблудия ещё в древности писал преподобный Иоанн Лествичник (525—595): «Думаю, что все окаянные убийцы по двум причинам обыкновенно низвергают нас бедных в противоестественные падения: потому что мы везде имеем удобность для таких согрешений, и потому что они подвергают нас большей муке. Узнал сказанное тот, кто прежде повелевал дикими ослами, а потом сам был поруган и порабощен адскими ослами; и питавшийся некогда хлебом небесным после лишился сего блага; всего же удивительнее то, что и после его покаяния наставник наш Антоний с горькою скорбию сказал: „Великий столп пал!“ Но образ падения скрыл премудрый муж, ибо знал, что бывает телесный блуд и без участия иного тела. Есть в нас некая смерть и погибель падения, которую мы всегда с собою и в себе носим, а наиболее в юности. Но погибель сию я не дерзнул предать писанию, потому что руку мою удержал сказавший: бываемая отай от некоторых срамно есть и глаголати и писати и слышати». А также в другом месте: «предел блуда означает то, чтобы и наяву от одних помыслов терпеть истечения».
Также о греховности рукоблудия пишет святитель Епифаний Кипрский (315—403): «Горько пересказывать дела их безумия. Некоторые из них, не приближаясь к жёнам, собственными своими руками растлевают себя».
Современные церковные писатели также указывали на тяжкую греховность рукоблудия.
Так, Святитель Игнатий (Брянчанинов) (1807—1867), перечисляя смертные грехи, порождаемые страстью любодеяния, упоминает и малакию: «Грехи блудные естественные: блуд и прелюбодеяние. Грехи блудные противоестественные: малакия, мужеложство, скотоложство и им подобные».
Рукоблудие, как и все блудные грехи, отлучает грешника от Бога, разрушительно действует и на тело и на душу, лишает спасения, обрекает на вечную муку. Святитель Феофан Затворник предостерегает: «…(Рукоблудие) делает вас виновным пред Богом, (и) вы, кажется, почитаете легким. Найдите и прочтите следующее место в первом послании св. Павла к Коринфянам: гл. 6, ст. 9. Что здесь названо: „малакии“, то есть ваше дело. Оно лишает Царствия. Следовательно, есть смертный грех. Блудная страсть здесь во всей силе — и удовлетворяется… Поразмыслите об этом… И положите конец этому делу».
Святитель Феофан Затворник (1815—1894) пишет о разрушительном действии этой страсти и на тело и на душу: «Кто частым удовлетворением этой похоти образует в себе склонность к услаждениям её, тот болезнует похотною страстию, которая тяготит, томит и мучит его тирански. В этом состоянии она овладевает всем человеком, и он начинает проводить жизнь свою только среди таких порядков, которые могут питать и услаждать её. Ради сласти, доставляемой удовлетворением этой страсти, она называется сладострастием. По разрушительным действиям своим на душу и тело страсть эта у Апостола именуется „похотию злою“ (Кол. 3:5), а по унижению ею разумного существа — „страстию бесчестия“ (Рим. 1:26)».
В «Нравственном Богословии для мирян» протоиерея Евгения (Попова) (1901) этому греху посвящён отдельный раздел, который называется «Малакия»: «Об этом грехе следует особенно сказать: „блудник грешит против собственного тела“ (1Кор. 6:18). Тайность и доступность этого греха зарождают его и поддерживают. В самом деле, здесь не нужно (как втайне мыслит рукоблудник) лицо другого пола, чтобы удовлетворить похоти: похоть дома около себя; и просить о ней никого не требуется, и опасаться за отказ нечего и следы греха составляют свой собственный секрет. Оттого-то между прочим этому пороку предаются не только мужчины, но и женщины, не только молодые, но и престарелые, не только вообще падшие блудом, но даже не испытавшие полового совокупления, как например, отроки и отроковицы, даже люди равнодушные к другому полу, например, холостые к женщинам».
«Нравственное Богословие для мирян» называет мастурбацию ужасным пороком, который не может для человека пройти бесследно. "Справедливо природа наказывает за него столько, как не казнит ни за какой другой грех. Рукоблудник (онанист) и тупеет памятью, и худеет лицом, и теряет зрение, и дрожит (руками), словом — весь делается, как «бродячий мертвец», — пишет протоиерей Евгений (Попов).
10 правило Иоанна Постника наказывает согрешившего рукоблудием 40-дневным постом с сухоядением и 100 поклонами ежедневно: «Кто совершит малакию (рукоблудие), подвергается сорокадневной епитимии, которую должен проводить в сухоядении, делая ежедневно сто поклонов».
Православному верующему, совершившему грех рукоблудия, следует раскаяться и исповедаться в Церкви.

### Протестантизм
Большинство признаёт грех, но в некоторых течениях протестантизма мастурбация не считается грехом.

## Ислам
Истимна (араб. استمناء‎ —  мастурбация‎) — в исламском праве мастурбация мужчин и женщин. Большинство богословов (улама) считает её недозволенной, основываясь на следующем фрагменте Священного Писания:

[Воистину, преуспели верующие], ۝ которые оберегают свои половые органы от всех, ۝ кроме своих жен или невольниц, которыми овладели их десницы, за что они не заслуживают порицания, ۝ тогда как желающие сверх этого являются преступниками…
Оригинальный текст (ар.) 
[بِسْمِ اللَّهِ الرَّحْمَٰنِ الرَّحِيمِ قَدْ أَفْلَحَ الْمُؤْمِنُونَ] ۝
وَالَّذِينَ هُمْ لِفُرُوجِهِمْ حَافِظُونَ ۝
إِلَّا عَلَىٰ أَزْوَاجِهِمْ أَوْ مَا مَلَكَتْ أَيْمَانُهُمْ فَإِنَّهُمْ غَيْرُ مَلُومِينَ ۝
فَمَنِ ابْتَغَىٰ وَرَاءَ ذَٰلِكَ فَأُولَٰئِكَ هُمُ الْعَادُونَ—  23:5—7 (Кулиев)
Ибн Касир комментирует вышеприведенные аяты так: «Имам Шафии и те, кто разделяли эту точку зрения, считали эти аяты доказательством того, что мастурбация запрещена, и говорили: „Позорное деяние (мастурбация) не в этих двух (законных) возможностях, а аяты гласят, что желающие сверх этого являются преступниками“».
Аллама Алуси пишет об этом аяте: «И есть различные мнения по вопросу мастурбации. Большинство из улама высказываются за его запрет. Мастурбация включена в аят: „желающие сверх этого являются преступниками“».
Богословы ханафитского мазхаба считают, что онанизм может быть разрешен в трёх случаях:
1. если человек холост;
2. если он боится совершить прелюбодеяние (зина);
3. если человек этим занимается для ослабления сексуального напряжения.

Если человек уверен, что если он не будет онанировать, то совершит прелюбодеяние (зина), то мастурбация в этом случае становится для него обязательной (ваджиб). В данном случае она производится только с целью освобождения от похоти, а не для её удовлетворения.

## Иудаизм
В иудаизме мастурбация является тяжким грехом и категорически запрещена (кн. «Рейшит Хохма» 17 гл., кн. «Танья» 3-я книга). Один из основополагающих запретов иудаизма — это запрет, который запрещает проливать семя вне влагалища. (По этой же самой причине недопустимы оральные и анальные контакты). Основанием для такого запрета считается Тора:
Ир, первенец Иудин, был неугоден пред очами Господа, и умертвил его Господь. И сказал Иуда Онану: войди к жене брата твоего, женись на ней, как деверь, и восстанови семя брату твоему. Онан знал, что семя будет не ему, и потому, когда входил к жене брата своего, изливал на землю, чтобы не дать семени брату своему. Зло было пред очами Господа то, что он делал; и Он умертвил и его.
В целом ситуация вокруг отношения к мастурбации в иудаизме довольно неоднозначная, так как одна из десяти заповедей говорит: «Не прелюбодействуй», то есть не нарушай супружеской верности.
Вместе с тем в иудаизме нет однозначного запрета на мастурбацию в том случае, когда она не приводит к эякуляции и выполняется как способ достижения эрекции перед половым актом, соблюдая таким образом запрет на вневлагалищное излияние семени. По этой же причине существуют разногласия между реформистскими и консервативными направлениями иудаизма в отношении женской мастурбации, которая также обходится без эякуляции.

## Буддизм
Некоторые люди во времена Будды считали, что онанизм может оказывать терапевтическое воздействие на ум и тело Vinaya (III, 109), хотя Будда не согласился с этим. Согласно Винае, мастурбировать — это преступление некоторой серьёзности для монахов или монахинь Vinaya (III, 111), но Будда не давал мирянам никаких указаний по этому вопросу. Тем не менее буддизм может согласиться с современным медицинским заключением, что мастурбация является нормальным проявлением полового влечения и физически и психологически безвредна, пока она не станет озабоченностью или заменой обычных сексуальных отношений. Чувство вины и отвращение к себе от мастурбации, безусловно, более вредно, чем сама мастурбация.

## Индуизм
Мастурбация осуждается индуизмом из-за того, что она развивает привязанность к материальным мимолётным удовольствиям и ведёт к потере семени. Мастурбация, по мнению индуистских писаний, ведёт к нравственной деградации человека и полностью препятствует какому-либо духовному прогрессу, а потеря семени ведёт к умственной деградации человека и рождению плохого потомства.

### Вайшнавизм и йога
Так же как и другие религии, эта религия запрещает агурух (мастурбацию).

## Даосизм
Некоторые учителя и практики традиционной китайской медицины и даосских боевых искусств считают, что мастурбация может вызвать снижение уровня энергии у мужчин. Они говорят, что эякуляция таким образом уменьшает «исходную ци» из дантяня — энергетического центра, расположенного в нижней части живота. Есть точка зрения, что секс с партнером не приводит к этому, потому что партнеры пополняют ци друг друга. Некоторые учителя считают, что мужчинам не следует заниматься боевыми искусствами в течение как минимум 48 часов после мастурбации, в то время как другие предписывают срок до шести месяцев, потому что потеря исходной ци не позволяет создавать новую ци в течение такого времени.
Некоторые даосы категорически не одобряли женскую мастурбацию. Женщин поощряли практиковать техники массажа на себе, но при этом избегать мыслей о сексе, если они испытывали удовольствие от массажа. В противном случае у женщины «половые губы широко раскроются и потекут половые выделения». В этом случае женщина потеряла бы часть своей жизненной силы, что могло привести к болезни и сокращению продолжительности жизни.